# Kuningan (cheval)
Pour les articles homonymes, voir Kuningan.
Le Kuningan, ou Kumingan (en indonésien, kuda-Kuningan), est une race de poney originaire de l'Ouest de l'île de Java, en Indonésie.

## Histoire

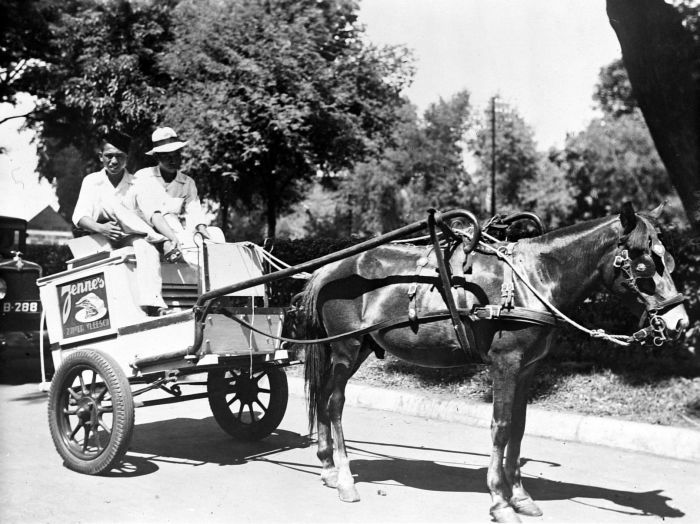
Attelage à Batavia, entre 1900 et 1940.

L'origine de la race pourrait remonter au VIIe siècle, par divers croisements entre le cheval mongol, des poneys de Chine et des poneys d'Asie du Sud-Est. Au XIIIe siècle,  des chevaux de cavalerie chinois ont influencé le cheptel. La première mention connue du Kuningan remonte au XIXe siècle, dans les sources écrites néerlandaises traitant des princes de Cirebon et des races qu'ils ont sélectionnées. Le Kuningan semble très proche du Priangan, qui pourrait en être une ramification.
Il semble que la race descende du kuda sembrani, et ait connu une certaine popularité. Le Kuningan est élevé sur les plaines côtières appartenant aux aristocrates locaux, le cheptel excédentaire fait longtemps l'objet d'un commerce florissant, en particulier vers le Siam : Batavia (Jakarta) semble avoir fourni les représentants du Siam en chevaux de cette race. Dans les années 1860, le Kuningan est cependant signalé comme étant en voie de disparition, en raison du départ des Sultans et de leur élevage en 1817, ainsi que de la densité de population dans la région, qui diminue les terrains de pacage et d'élevage disponibles.
Il n'existe ni registre d'élevage, ni mesure de conservation pour ce poney.

## Description
L'étude de l'Université d'Oklahoma classe le « Kumingan » comme une variété du poney de Java, de même que l'édition 2016 du dictionnaire de CAB International, sous le nom de « Kuningan ». Par contre, DAD-IS le cite comme une race séparée, indiquant une taille de 1,15 m chez les femelles et 1,20 m chez les mâles, pour un poids respectif de 100 à 125 kg. L'animal se présente comme un poney fin au corps étroit, de robe bai, bai-brun ou alezan.

## Utilisations
Il sert principalement à la traction.

## Diffusion de l'élevage
L'élevage équin semble avoir été rendu possible dans la région de Kuningan grâce à son climat moins humide que dans le reste de l'île de Java. L'unique recensement des effectifs de la race, effectué en 1997, indique la présence de 15 000 chevaux et une tendance à la baisse. La race est considérée comme locale, mais non-menacée.